# Principio di necessità
Il principio di necessità è un principio generale dell'ordinamento che giustifica, in presenza di circostanze eccezionali, la violazione o la deroga del diritto normalmente vigente da parte delle autorità pubbliche o dei privati. Il principio è espresso dal brocardo Necessitas non habet legem, di origine canonistica medievale, che riformula una massima già presente nella letteratura latina dell'età ciceroniana (Publilio Siro) e augustea (Seneca il Vecchio).

## Storia

### Fonti letterarie romane
Sebbene il principio di necessità sia una creazione originale del diritto canonico medievale, nella letteratura latina classica è possibile incontrare formule affini. L'idea che la necessità possa costituire una giustificazione, in circostanze eccezionali, per la persona che si trovi accusata di aver violato certe regole emerge, infatti, da alcuni frammenti delle Controversie di Seneca il Vecchio, che portano l'esempio del soldato che, avendo perso le armi in combattimento, si impadronisca di quelle di un altro morto e sepolto: la formula impiegata dal retore è per questo caso "la necessità è la legge del momento" (necessitas est lex temporis). Un'altra formula, più vicina al brocardo medievale, si trova già in Publilio Siro, "la necessità dà la legge, non la riceve" (necessitas dat legem, non ipsa accipit). Si tratta comunque di fonti letterarie: l'esperienza giuridica romana non ha sviluppato alcuna dottrina unitaria sistematica – né durante l'epoca repubblicana e del principato, né in età giustinianea – dello stato di necessità.

### Nel diritto canonico medievale
La prima formulazione in un testo giuridico del principio di necessità si trova in una decretale di papa Leone Magno del 451: non bisogna negare la protezione della confessione e della penitenza a chi la chieda "in caso di necessità e di pericolo imminente" (in tempore necessitatis et in periculi urgentis). Il decretale ebbe grande fortuna nel medioevo, fu citato frequentemente e raccolto in numerose collezioni di diritto canonico, assumendo il valore di principio generale in un codice di diritto ecclesiastico dell'VIII secolo, il Dialogus ecclesiasticae institutionis attribuito a Egberto di York, nel quale, a proposito dello scioglimento del matrimonio in caso di impotenza di uno dei coniugi, compare la formula incisiva "la necessità rompe la legge" (necessitas legem frangit). L'eleborazione della massima fu forse influenzata da una Expositio sul Vangelo di Marco, 2:27 di Beda il Venerabile, maestro di Egberto, che commentando il versetto secondo cui il Sabato è fatto per l'Uomo e non l'Uomo per il Sabato, aveva giustificato la possibilità di interrompere il digiuno proclamando che "ciò che non era lecito per legge, di necessità è diventato lecito in caso di carestia" (quod licitum non erat in lege necessite famis factum est licitum).
La prima occorrenza della massima necessitas non habet legem risale alla metà del IX secolo nelle false decretali dello Pseudo-Isidoro, in una lettera apocrifa attribuita a Felice IV, poi ripresa da numerosi fonti, al punto che verso il XII secolo la massima era ormai diventata un vero luogo comune canonistico, che incontriamo anche nella regola di san Francesco e nell'opera di teologi come Pietro il Venerabile, Bernardo di Chiaravalle, Aelredo di Rievaulx e Pietro Comestore. Dai canonisti la massima passò ai civilisti, che la inclusero nelle loro raccolte di brocardi e così involontariamente ne nascosero l'origine, facendo sì che spesso i moderni l'attribuissero, a torto, al diritto romano. Poiché fu recepita anche nel Secretum secretorum pseudo-aristotelico, la massima a partire dalla metà del XII secolo iniziò a godere persino dell'auctoritas di Aristotele.
Sempre verso la metà del XII secolo, la massima necessitas non habet legem venne inclusa nel Decretum Gratiani – la compilazione di diritto canonico alla base del Corpus iuris canonici. In particolare, il testo della decretale attribuita a Felice IV dallo Pseudo-Isidoro ("i riti sacri non devono essere celebrati nei luoghi non-consacrati salvo in caso di estrema necessità, perché la necessità non ha legge") venne ripreso nel De consecratione e in un dictum Gratiani. Citata in un decretale di Innocenzo III del 1199, la massima passò nella Compilatio tertia e poi nel Liber Extra. Infine, il frammento attribuito a Beda il Venerabile, leggermente riformulato (quod non est licitum lege, necessitas facit licitum) fu raccolto nel titolo De regulis juris delle decretali di Gregorio IX.

### Nella filosofia del diritto tomistica
Nella Summa theologiae Tommaso d'Aquino, recepì la teoria canonistica dello stato di necessità nella sua riflessione sulla forza obbligatoria delle leggi umane e sul potere del principe di dispensare dalla loro osservanza. Premesso che le leggi "sono ordinate alla comune salvezza degli uomini, e in vista di essa ottengono vigore e natura di legge", Tommaso considera la possibilità che l'obbedienza alla legge si riveli essere, in determinate circostanze non previste dal legislatore, "dannosa al bene comune". Quando ciò avviene, secondo Tommaso bisogna distinguere a seconda che l'obbedienza alla legge provochi o meno un pericolo immediato:
(Tommaso d'Aquino, Summa Theologiae, Iª-IIae q. 96 a. 6 co)
Nella teoria tomistica dello stato di necessità, la necessità giustifica l'eccezione alla legge e fa venir meno l'obbligo di osservarla, ma non è fonte della legge, né fondamento ultimo della sospensione della legge: tale fondamento è il principio per cui la legge è ordinata alla "comune salvezza degli uomini", che implica il venir meno della forza obbligatoria della legge quando l'obbedienza è incompatibile con tale fine supremo.

### In Machiavelli
Il principio di necessità venne utilizzato nel XVI e XVII secolo per esprimere un'idea di Niccolò Machiavelli, e cioè che il principe può essere costretto a compiere azioni contrarie al diritto e alla morale dalla necessità di salvare lo stato e se stesso: il principe dovrà comportarsi a volte in modo contrario alla giustizia perché "se si considera bene tutto, si troverà qualche cosa che parrà virtù e seguendola sarebbe la rovina sua, e qualcun’altra che parrà vizio e seguendola ne risulta la securtà e il bene essere suo".

## Nel diritto moderno
Con tale brocardo si vuole esprimere un generale principio di non colpevolezza del soggetto, qualora lo stesso abbia violato la legge ma per la necessità di salvare sé stesso o altri, dal pericolo di un danno.
La relativa dottrina è alla base di un'antica teorizzazione di diritto internazionale sulla liceità della guerra ma anche di alcune azioni extra-legali di attori interni agli Stati: con questa argomentazione talune misure di rottura della legalità, presentate come volte a ristabilire l'ordine pubblico, sono state talvolta ritenute costituzionali dai relativi organi giudiziari. Ciò è storicamente avvenuto "nelle situazioni d’emergenza in cui (...) la necessità richiede una forma autoritaria di intervento che consenta la massima esplicazione del potere pubblico nonché la limitazione dei diritti; ma ciò non desta perplessità o preoccupazioni poiché tale eventualità rientra nella fisiologia del sistema giuridico. Ciò che, invece, desta perplessità e preoccupazioni è l’allargamento del concetto di emergenza che (...) viene ormai applicato a situazioni in cui o non è rintracciabile alcun elemento tipico dell’emergenza o, peggio, in cui l’emergenza nasce dall’inefficienza o dall’incapacità di affrontare i problemi con i mezzi ordinari. In questi casi al modello dell’amministrazione democratica si sostituisce quello autoritario dell’emergenza in grado di offrire soluzioni ai problemi sostituendo il consenso e la partecipazione con l’autorità, l’unilateralità e la conseguente deroga al regime ordinario".

### Nel diritto costituzionale angloamericano
Mentre nel diritto romano essa si esprimeva nel senatusconsultum ultimum, nel Common law si fonda sugli scritti del giurista medievale Henry de Bracton richiamati anche da autori più recenti, tra cui William Blackstone.
Nei tempi moderni, la dottrina è stata utilizzata in una controversa sentenza del 1954, in cui il giudice supremo pakistano Muhammad Munir ha convalidato l'uso extra-costituzionale dei poteri di emergenza da parte del governatore generale, Ghulam Mohammad. La dottrina della necessità è stata da allora applicata in numerosi paesi del Commonwealth (Grenada, 1983) e nel 2010 è stata invocata per giustificare azioni extra-legali in Nigeria.

### Nel diritto costituzionale continentale
Il principio di necessità ha un ruolo indefettibile nell'ordinamento costituzionale di vari Paesi europei: l'istituto dello stato di emergenza, ad esempio, riflette l'evoluzione storica subita dall'organizzazione politica di molti sistemi sociali.

Le norme ispirate a questo principio disciplinano i casi in cui fattori imprevisti e imprevedibili impongono l'adozione indifferibile di misure straordinarie finalizzate a fronteggiare situazioni di emergenza: di solito, si tratta di calamità naturali, stato di guerra, ordine pubblico, epidemie, ecc.
Spesso, la necessità di provvedere si accompagna all'urgenza, altro fattore che giustifica l'adozione di atti e provvedimenti al di fuori delle ordinarie procedure, e dunque consente interventi immediati e dunque efficaci. Se non assume valore costituente (di negazione dell'ordine costituito, con valore rivoluzionario), essa può essere prevista dalle stesse Costituzioni. Si tratta del caso del principio di necessità ed urgenza espresso dall'art. 77 della Costituzione italiana. Qui è previsto il potere del Governo di esercitare il potere legislativo "per iniziativa diretta", e cioè senza la previa delega del Parlamento.

Un tale potere è assolutamente eccezionale: prima della legge n. 100 del 1926 non era neanche previsto dall'ordinamento, ma era solo avvenuto per una prassi affermatasi sotto lo Statuto albertino, accettata per acquiescenza dalle Camere.

La Costituzione ha dotato il Governo italiano del potere di esercitare la funzione legislativa, limitandolo ai casi di "necessità e urgenza": con i decreti-legge, il Governo impegna la propria responsabilità politica, anche se poi la decisione definitiva spetta sempre alle Camere, alle quali va data immediata comunicazione dell'emanazione del decreto-legge ed il potere di convertirlo o meno entro sessanta giorni.